# Шари (обробка зображень)

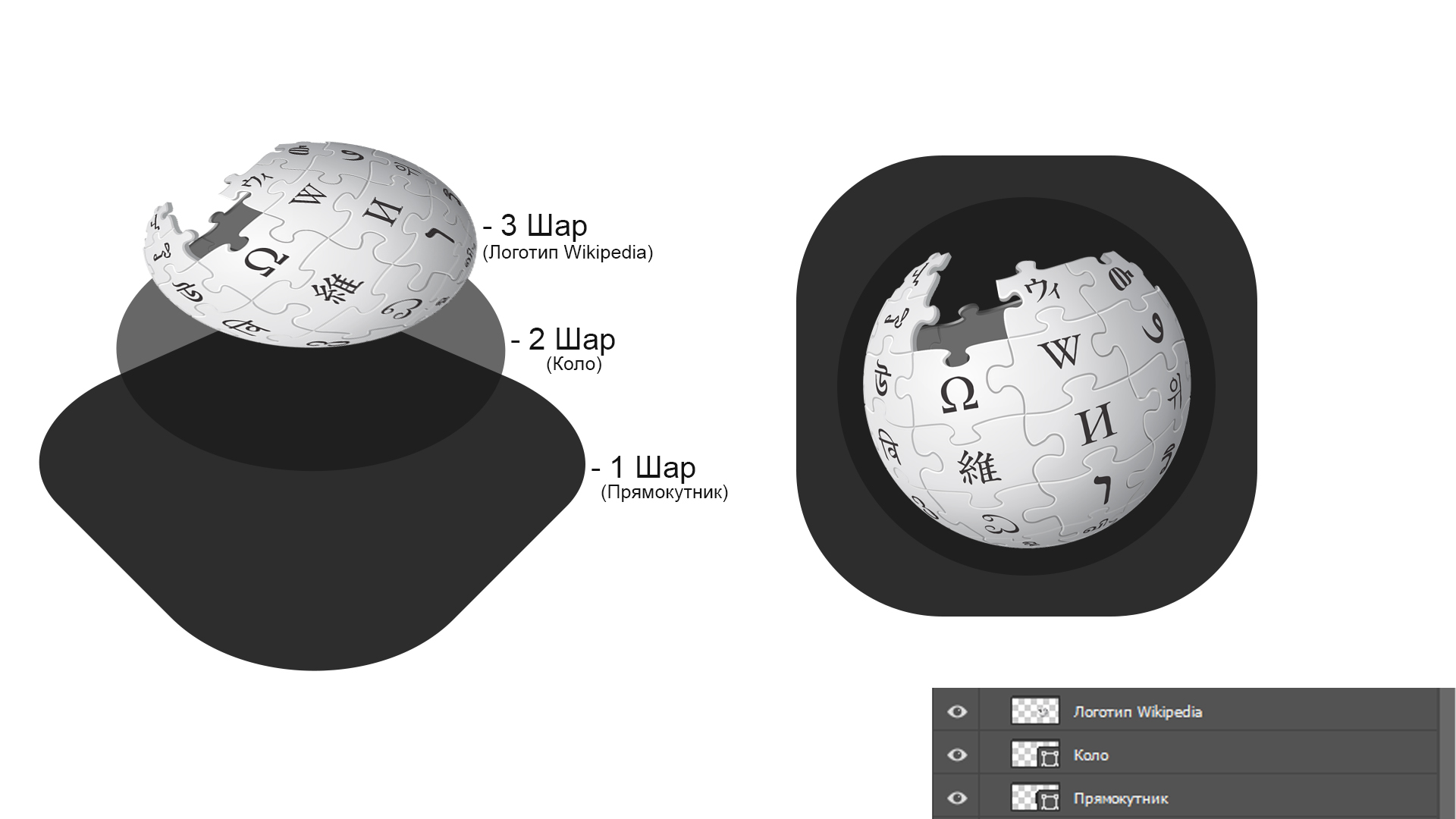
Умовне зображення шарів у редакторі Adobe Photoshop

Шари (англ. layers) — у графічному програмному забезпеченні, це різні рівні, на яких можна розмістити об'єкт або зображення. Невід'ємна складова у редагуванні зображень, яку можна порівняти з аплікацією.
Шари вперше з'явились у платному графічному редакторі Fauve Matisse (пізніше Macromedia xRes), а у 1994 році стали доступні у Adobe Photoshop 3.0. У наш час шари використовуються у більшості графічних редакторів: Photo-Paint, Paint Shop Pro, GIMP, Paint.NET, StylePix і т. д.

## Властивості шарів
Шари можна об'єднувати, переміщувати, додавати у групи, вирівнювати, деформувати, змінювати ширину і висоту, накладати колір або градієнт, накладати тіні й відблиски, змінювати рівень прозорості і т. д. (у різних редакторах властивості можуть відрізнятися)

## Типи шарів
У різних програмах типи шарів і їх назви можуть відрізнятися, і існують вони не у всіх редакторах. Це своєрідні модифікації, які відповідають за видимість шару, взаємодію з іншими шарами і тому подібне.

### Базовий тип шару (стандартний)
Звичайний тип шару, який стоїть за замовчуванням. Він містить просто картинку, яку можна накладати на іншу.

### Маска шару
Маска шару пов'язана з шаром і приховує частину шару від зображення. Те, що зафарбовано чорним на масці шару, не буде видно на остаточному зображенні. Те, що біле, буде видно. Те, що сіре, буде більш-менш прозорим в залежності від відтінку сірого.
| Умовне зображення шару маски у Adobe Photoshop | Умовне зображення шару маски (з сірим) у Adobe Photoshop |
| ---------------------------------------------- | -------------------------------------------------------- |

### Коригуючий шар
Коригуючий шар застосовує до нижніх шарів загальний ефект (яскравість, контраст, градієнт, чорно-білий і т. д.)
|  |  |
|  |  |